# Вімблдонський турнір 1965
Вімблдонський турнір 1965 проходив з 21 червня по 3 липня 1965 року на кортах Всеанглійського клубу лаун-тенісу і крокету в передмісті Лондона Вімблдоні. Це був 79-ий Вімблдонський чемпіонат, а також третій турнір Великого шолома з початку року.

## Результати фінальних матчів

### Дорослі
| Одиночний розряд. Джентльмени Детальніше |                             |               |
| Рой Емерсон                              | Фред Столл                  | 6–2, 6–4, 6–4 |
|                                          |                             |               |
| Одиночний розряд. Леді Детальніше        |                             |               |
| Маргарет Сміт                            | Марія Буено                 | 6–4, 7–5      |
|                                          |                             |               |
| Парний розряд. Джентльмени Детальніше    |                             |               |
| Джон Ньюкомб Тоні Рош                    | Кен Флетчер Боб Г'юїтт      | 7–5, 6–3, 6–4 |
|                                          |                             |               |
| Парний розряд. Леді Детальніше           |                             |               |
| Марія Буено Біллі Джин Кінг              | Франсуаз Дюрр Жанін Ліффріг | 6–2, 7–5      |
|                                          |                             |               |
| Мікст Детальніше                         |                             |               |
| Кен Флетчер Маргарет Сміт                | Тоні Рош Джуді Тегарт       | 12–10, 6–3    |
|                                          |                             |               |

### Юніори
| Одиночний розряд. Хлопці  |                 |               |
| Володимир Коротков        | Жорж Гован      | 6–2, 3–6, 6–3 |
|                           |                 |               |
| Одиночний розряд. Дівчата |                 |               |
| Ольга Морозова            | Ракель Хіскафре | 6–3, 6–3      |

## Виноски
1. ↑  Gentlemen's Singles Finals 1877-2017. wimbledon.com. Wimbledon Championships. Архів оригіналу за 15 лютого 2018. Процитовано 22 липня 2017.
2. ↑  Ladies' Singles Finals 1884-2017. wimbledon.com. Wimbledon Championships. Архів оригіналу за 15 липня 2018. Процитовано 22 липня 2017.
3. ↑  Gentlemen's Doubles Finals 1884-2017. wimbledon.com. Wimbledon Championships. Архів оригіналу за 14 жовтня 2017. Процитовано 22 липня 2017.
4. ↑  Ladies' Doubles Finals 1913-2017. wimbledon.com. Wimbledon Championships. Архів оригіналу за 15 липня 2018. Процитовано 22 липня 2017.
5. ↑  Mixed Doubles Finals 1913-2017. wimbledon.com. Wimbledon Championships. Архів оригіналу за 10 вересня 2017. Процитовано 22 липня 2017.
6. ↑  Boys' Singles Finals 1947-2017. wimbledon.com. Wimbledon Championships. Архів оригіналу за 13 серпня 2017. Процитовано 13 серпня 2017.
7. ↑  Girls' Singles Finals 1947-2017. wimbledon.com. Wimbledon Championships. Архів оригіналу за 14 червня 2018. Процитовано 13 серпня 2017.